# Jacques Tati
Jacques Tati (eredeti nevén Jacques Tatischeff, Le Pecq, Yvelines, Franciaország, 1907. október 9. – Párizs, 1982. november 5.) orosz származású francia filmrendező, színész. Nagyapja, Dmitrij Tatiscsev nagykövet volt Franciaországban.
Legtöbb filmjének ő főszereplője is – a saját maga alakította nyakigláb Hulot úr, – a modern világhoz adaptálódni képtelen, mindig barátságos és segítőkész, ám a szociális érintkezésben esetlen, örök kívülálló figurája. Filmjeiben mindig a képi világon van a hangsúly, a hangok legtöbbször zajok, tömegmorajok, a beszéd ritkán játszik fontos szerepet. Képi humora semmivel össze nem téveszthető. A mindennapi élethelyzetek finom eltúlzásával, kiemelésével megalkotott, nemritkán visszatérő poénjai mindig rendkívül finoman jelennek meg, a néző figyelme nincs „erőszakosan” rájuk irányítva, ezért mindig jóleső érzés felfedezni egy-egy újabb komikus részletet.
Jacques Tati az 1950-es években újraalkotta a klasszikus burleszket.
„Egy komikus helyzetet vagy arcot megjegyzünk, míg a filmbeli humoros mondatot rögtön elfelejtjük.”

## Filmjei (rendező)
- 1935: Gai dimanche (rövidfilm, Jacques Berr-rel közösen)
- 1947: Postások iskolája (L'école des facteurs) (rövidfilm)
- 1949: Kisvárosi ünnep (Jour de Fête)
- 1953: Hulot úr nyaral (Les vacances de Monsieur Hulot)
- 1958: Nagybácsim (Mon Oncle)
- 1967: Playtime
- 1971: Hulot úr közlekedik (Trafic)
- 1974: Parádé (Parade) (TV-film)

Az Hulot úr nyaral-t 1954-ben Oscar-díjra jelölték a legjobb eredeti forgatókönyv kategóriában, a Nagybácsim pedig 1958-ban el is nyerte a legjobb külföldi filmért járó díjat.

## A filmekről

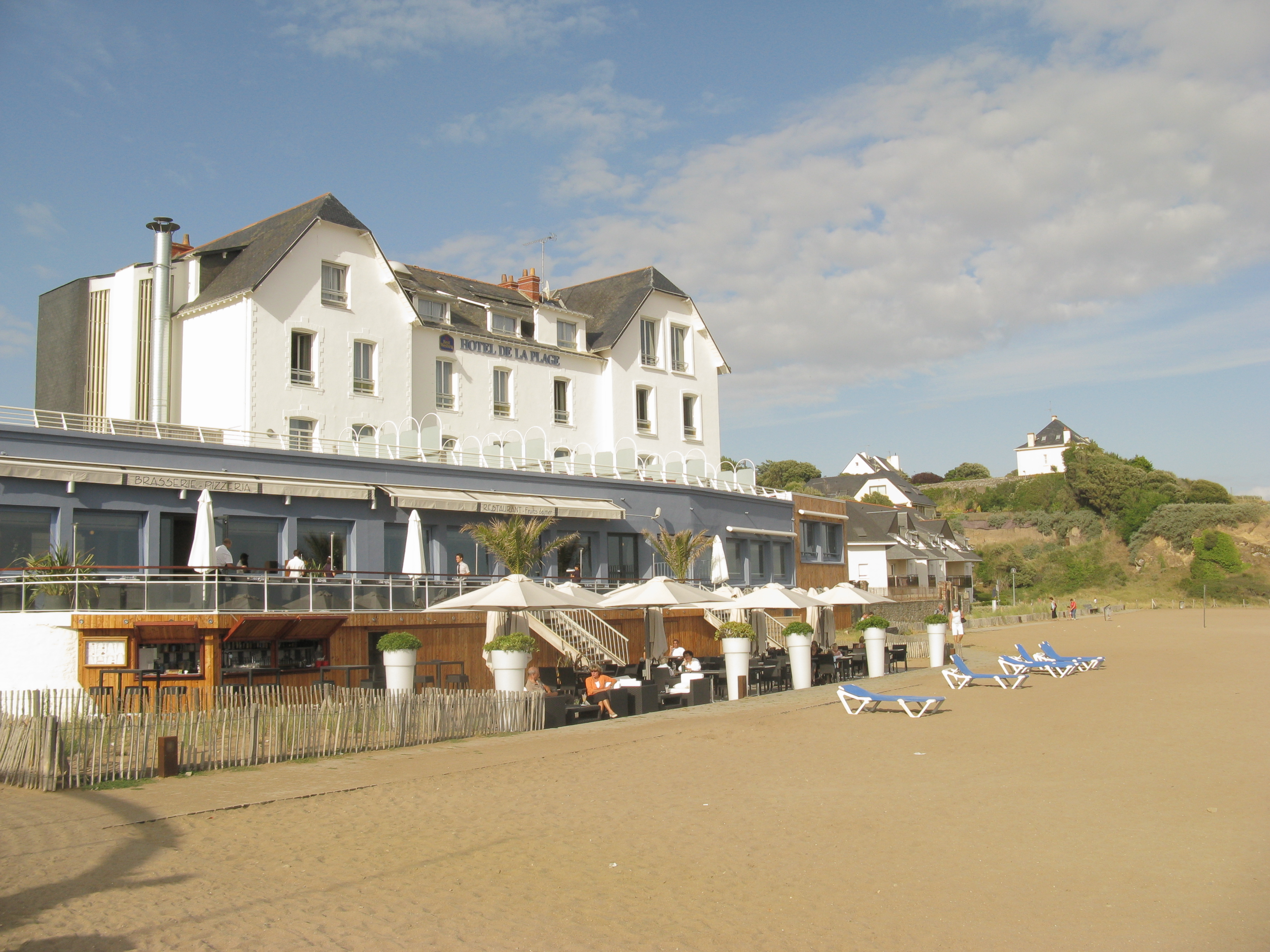
Az Hulot úr eredeti helyszíne: Hôtel de la Plage Saint-Marc-sur-Mer-ben (Saint-Nazaire)

A Kisvárosi ünnepet egyszerre két kamerával filmezték, az egyik fekete-fehér filmre forgatott, míg a másik kísérleti színes technikával dolgozott. A színes változatot végül nem mutatták be, és hosszú időre feledésbe merült, mígnem a század utolsó évtizedében Tati lánya újra rábukkant, és átalakította a ma megszokott formátumra.
A Playtime forgatásához egy teljes, Tativille-nek keresztelt, modern „városrészt” építettek fel, négy csupa-üveg toronyházzal, egy étteremmel, utcákkal, kereszteződésekkel. Tati a minél teljesebb hatás érdekében a hagyományos 35 mm-es film helyett a lényegesen jobb képminőséget és felbontást biztosító 70 mm-es filmre forgatott. A film elkészítése kilenc évig tartott, ám nem hozta meg azt a sikert, ami fedezte volna a magas költségeket, ezért a további filmjei már szerényebb költségvetéssel készültek.
A Nagybácsim jeleneteit lakóhelyén, Saint-Maur-des-Fossés-ban forgatta, sok statisztáló helyi lakossal. A városban ma a Place de la Pelouse-on bronzszobor örökíti meg Hulot urat, akit sok saint-mauri tart a leghíresebb lakosának.